# Araneus notandus
Araneus notandus är en spindelart som beskrevs av William Joseph Rainbow 1912. Araneus notandus ingår i släktet Araneus och familjen hjulspindlar.
Artens utbredningsområde är Queensland. Inga underarter finns listade i Catalogue of Life.